# Wels
Wels (pronunțat în germanăⓘ) este un oraș în landul Austria superioară din Austria. Este al optulea oraș după mărime din Austria și al doilea din Austria Superioară. 
Orașul se ridică la 65,287 de locuitori conform unei estimări de populație efectuată în 2024.   
Wells este situat în apropierea orașului Linz (29km), 98 km de Salzburg și 45 de km de Steyr. Este situat pe râul Traun.

## Geografie
Orașul este aflat în „Hausruckviertel”, la o elevație de 317m deasupra nivelului mării.
De la sud la nord, se extinde 9,5 km și de la vest la est 9,6 km.
În jur de 3,4% din teren este o pădure i-ar 23,5% pentru agricultură.
Râul Traun traversează orașul de la vest la est, înverzind zona.

## Istorie

### Preistoria
Zona a fost locuită prima dată în epoca Neolitic (între anul 3.500 și 1.700 îhr), evidențiat de descoperiri arheologice de unelte simple, mai ales pe malul râului Traun, unde se află în prezent centrul orașului.
Un cimitir din Epoca de Bronz (după 1.700 îhr.) a fost găsit în zona aeroportului din prezent. Acest cimitir a datat în timpul culturii „Urnfield” (1.100-750 îhr). A conținut 60 de morminte, care conțineau bijuterii de bronz și mâncare.
Săbii din perioada „Halstatt” (750-400 îhr) au fost găsite în zona Pernau. 
În Epoca de Fier (până în 100 îhr.), zona a fost locuită de Celți care au lăsat în urma lor bani de aur, săbii, broșe de fier și terase. Numele „Traun” provine din perioada asta, asemenea, numele „Wels” poate proveni din Celtică pentru: „localitatea pe întorsătura râului Traun.”

### Era Romană
Wels a căpătat importanță în era Imperiului Roman, datorită de poziția sa în mijlocul provinciei Noricum. În jurul anului 120, orașul a primit statut de oraș Roman, sub numele „Municipium Oliva.”
Zona dezvoltată în jurul râului Traun, avea case de cărămida, o arenă și un sistem de irigație, cu pură apă de munte, adusă de mai departe de Traun.
În anul 215, în timpul domniei împăratului Caracalla, a fost renumit orașul în „Colonia Aurelia Antoniana Ovilabis” și a primit statut de colonie.
În acest timp, orașul avea o populație de aproximativ 18,000 de locuitori.
Din cauza pericolului al triburilor germane Alemanni, un zid de protecție a înconjurat o zonă de 90 de hectare. Un drum a fost construit pe lângă Dunăre înspre Passau. Șase turnuri cu porți au fost integrate în zid, controlând intrarea drumului din vest spre Traun și câmpurile din exteriorul orașului.
Ca parte din reformele sale, Împăratul Diocletian a făcut Olivia capitala provinciei Noricum Ripensis. A fost administrat de doi Duumviri, care au fost judecători municipali, doi Edeeli care au pledat conformitate cu legi și drepturile de Market și un chestor, care a controlat vistieria orașului și consiliul orășenesc, cu 100 de membrii.
În perioada devreme al migrației (secolele 3-4-5), zona din împrejurimea orașului Ovilava, a fost des invadată de către Alamanni, Vandali, alte triburi germane și armata regelui Atilla. În timpul împăratului Gallienus, provincia Noricum a fost descrisă ca „devastată,” pe vremea lui Odoacer, primul rege german al Italiei, Noricum a fost descris ca „vacant” din secolul 4 și înainte. Este probabil că Wels a fost un sat mic și nesemnificativ pentru mai multe secole.

### Economia Romanilor din Wels
Agricultura și comerțul regional, formau principiile economiei Ovilaviei. Cât timp o majoritate din agricultură a fost pe nivel de subzistența, vaci și cai au fost produși într-un număr destul de mare încât să fie exportați.
Cel mai vechi grânar din Alpii Estici a fost descoperit în Wels, grânarul conținea diferite cereale:
grâu,orz,secară,grâu emmer. Mai erau și lucrări de cărămidă și ceramică și mine pentru construcția pietrei.
Datorită de situația sa la o intersecție importantă dintre drumuri romane. Arheologia revelează un număr mare de obiecte manufacturate in alte zone din imperiu ca ceramică Terra Sigillata și statui, ca „Venus din Wels” și alți bani de aur din Italia.

### Evul Mediu
Wels a servit ca un centru minor de comerț în Evul Mediu. În 943, unguri au fost învinși de către bavarezi și carantanieni la Bătălia de la  Wels. În 1222, în durata conducerii al familiei Babenberger. Wels a primit statut de oraș, un document din 1328 a arătat că orașul avea un rol important ca o locație de market. Dotarea cu privilegii economice și poziția avantajoasă pe mai multe râuri, a permis ca Wels să aibă un rol important în regiune
Împăratul Maximilian întâi al Sfântului Imperiu Roman a decedat în Wels pe 12 ianuarie 1519, după ce a fost respins acces la Innsbruck de către cetățenii orașului.

### Secolul 20
În al Doilea Război Mondial o sub tabără a taberei de concentrație Mauthausen era situat în Wels.
Pe 18 ianuarie 1964, Wels a fost promovat la un „Statutarstadt” în Austria.

## Personalități
- Alois Auer
- Werner Kreindl
- Christian Mayrleb
- Helge Payer
- Thomas Steiner
- Julius Wagner-Jauregg
- Kevin Wimmer (n. 1992), fotbalist.